# Hiram B. Granbury
Hiram Bronson Granbury (1 de marzo de 1831 - 30 de noviembre de 1864) fue un abogado y juez del condado en Texas antes de la guerra civil estadounidense ("Guerra Civil"). Organizó una compañía de voluntarios para el Ejército de los Estados Confederados después del estallido de la Guerra Civil y se convirtió en su capitán. Ascendió al grado de general de brigada en el ejército confederado. Granbury fue uno de los seis generales confederados que resultaron muertos en la batalla de Franklin el 30 de noviembre de 1864.

## Primeros años
Hiram Bronson Granbury nació en el condado de Copiah, Misisipi, el 1 de marzo de 1831. Era hijo de un ministro bautista. Nació en Hiram Granberry, pero al llegar a la edad adulta, en 1852 Granberry había cambiado la ortografía de su nombre a Granbury. Después de ser educado en Oakland College cerca de Lorman, Misisipi, se mudó a Waco, Texas, a principios de la década de 1850. Granbury estudió derecho en la Universidad de Baylor en Waco, fue admitido en el colegio de abogados y se desempeñó como presidente del Tribunal Supremo del condado de McLennan, Texas (una posición principalmente administrativa como jefe de la corte del condado), de 1856 a 1858. Durante ese tiempo, Granbury también se desempeñó como secretario de la Logia Masónica de Waco # 92.

## Guerra civil

### Fort Donelson, captura, intercambio
Tras la secesión de Texas de la Unión, Granbury organizó los Waco Guards, una compañía de infantería voluntaria, y se dirigió al este de Kentucky con ellos como su primer capitán. En octubre de 1861, fue elegido mayor del 7.º Regimiento de Infantería de Texas. Fue capturado junto con su regimiento en la batalla de Fort Donelson el 16 de febrero de 1862. Granbury fue encarcelado en Fort Warren en el puerto de Boston, pero se le permitió visitar Baltimore en libertad condicional para atender a su esposa, que iba a ser operada. Fue liberado en un canje de prisioneros el 27 de agosto de 1862 por dos tenientes. Casi de inmediato, el 29 de agosto de 1862, Granbury fue ascendido a coronel del 7.º Regimiento de Infantería de Texas. Estuvo temporalmente sin mando hasta enero de 1863 porque el 7 ° Regimiento de Infantería de Texas no se cambió hasta noviembre de 1862 y se consolidó con otros dos regimientos hasta enero de 1863.

### Campaña de Vicksburg, Chattanooga, Chickamauga, campaña de Atlanta
Granbury y su regimiento sirvieron en el norte de Misisipi con el Ejército de Tennessee del general Joseph E. Johnston durante la Campaña de Vicksburg. El coronel Granbury dirigió el regimiento en las batallas de Raymond y Jackson. Granbury luchó y resultó herido en la batalla de Chickamauga. Luego participó en el Asedio de Chattanooga y la Batalla de Missionary Ridge. Cuando el general de brigada James Argyle Smith fue herido en Chattanooga, Granbury dirigió la brigada en la retirada de Chattanooga. El comandante de la división, el mayor general Patrick R. Cleburne, elogió al coronel Granbury por su manejo de la brigada.

### Batalla de Franklin, muerte
El general de brigada James A Smith regresó al mando de brigada de la Campaña de Atlanta. Aproximadamente al mismo tiempo, el 29 de febrero de 1864, el coronel Granbury fue ascendido a general de brigada. Luego dirigió la brigada de Texas. Esta brigada estaba compuesta por ocho (8) regimientos de Texas con menos fuerzas, incluido el 7.º de Infantería de Texas, a través de la Campaña de Atlanta. Luchó con particular distinción en la batalla de Pickett's Mill en la campaña de Atlanta.
El general John B. Hood había asumido el mando del ejército de Tennessee durante la campaña de Atlanta. Después de la caída de Atlanta, Hood trasladó su ejército a Tennessee en un esfuerzo por retomar Nashville para la Confederación. En la Batalla de Franklin el 30 de noviembre de 1864, Hood ordenó a 18 brigadas que realizaran numerosos asaltos frontales sin esperanza contra las posiciones fortificadas ocupadas por las fuerzas del Ejército de la Unión bajo el mando del mayor general John M. Schofield. La brigada de Granbury cargó contra el centro del parapeto federal y lo mataron, junto con el general de división Patrick R. Cleburne, en las afueras de las obras de Union. En total, seis generales confederados murieron en o como resultado de la batalla. El general de brigada James A. Smith tomó el mando de la división de Cleburne en la subsiguiente batalla de Nashville.

## Reentierro en Granbury, Texas
Veintinueve (29) años después de la batalla de Franklin, el cuerpo de Hiram Granbury fue trasladado a Granbury, Texas, una ciudad que lleva su nombre.
En el momento de la muerte de Granbury, se desempeñaba como el Guardián Principal electo de la Logia Masónica de Waco # 92, la organización más antigua que aún existe en el condado de McLennan. Esto significaba que si hubiera sobrevivido a la guerra, estaría en la línea de convertirse en el oficial principal de la logia el próximo año.
La ciudad de Granbury celebra una fiesta anual de cumpleaños del general Granbury.